# 1838
Промислова революція •  Національно-визвольні рухи • Робітничий рух •  Російська імперія

## Геополітична ситуація
У Росії править імператор Микола I (до 1855). Російській імперії належить більша частина України, значна частина Польщі, Грузія, Закавказзя, Фінляндія, Аляска. Україну розділено між двома державами — Королівство Галичини та Володимирії належить Австрії, Правобережжя, Лівобережжя та Крим — Російській імперії.
В Османській імперії править султан Махмуд II (до 1839). Під владою османів перебувають Близький Схід та Єгипет, Середземноморське узбережжя Північної Африки, Болгарія. Васалами османів є Сербія, Боснія, Волощина та Молдова.
Австрійську імперію очолює Фердинанд I (до 1848). Вона охоплює, крім власне австрійських земель, Угорщину з Хорватією, Трансильванію, Богемію, Північну Італію. Король Пруссії — Фрідріх-Вільгельм III (до 1840). Баварське королівство очолює Людвіг I (до 1848). Австрія, Пруссія, Баварія та інші німецькомовні держави об'єднані в Німецький союз.
У Франції королює Луї-Філіпп I (до 1848). Франція має колонії в Алжирі, Карибському басейні, Південній Америці та Індії. На троні Іспанії сидить Ізабелла II (до 1868). Королівству Іспанія належать частина островів Карибського басейну, Філіппіни. Королева Португалії — Марія II (до 1853). Португалія має володіння в Африці, Індії, Індійському океані й Індонезії.
У Великій Британії триває Вікторіанська епоха — править королева Вікторія (до 1901). Британія має колонії в Північній Америці, на Карибах та в Індії. Королівство Нідерланди очолює Віллем I (до 1840). Король Данії та Норвегії — Фредерік VII (до 1863), на шведському троні сидить Карл XIV Юхан Бернадот (до 1844). Італія розділена між Австрією та Королівством Обох Сицилій. Існує Папська держава з центром у Римі.
Бразильську імперію формально очолює малолітній Педру II (до 1889). Посаду президента США обіймає Мартін ван Бюрен. Територія на півночі північноамериканського континенту належить Великій Британії, вона розділена на Нижню Канаду та Верхню Канаду, територія на півдні та заході континенту належить Мексиці.
В Ірані при владі Каджари. Британська Ост-Індійська компанія захопила контроль майже над усім Індостаном. У Пенджабі існує Сикхська держава. У Бірмі править династія Конбаун, у В'єтнамі — династія Нгуєн. У Китаї володарює Династія Цін. В Японії триває період Едо.

## Події

### В Україні
- У Києві відкрився інститут шляхетних дівчат.
- В Одесі відкрилася духовна семінарія.
- Почали виходити «Катеринославські губернські відомості».

### У світі
- 30 квітня Нікарагуа проголосила незалежність від Центральноамериканської федерації
- У травні у Великій Британії проголошена народна хартія з вимогою загального виборчого права.
- 5 листопада Центральноамериканська федерація розпалася — з неї вийшли Гондурас та Коста-Рика.
- 27 листопада французькі війська напали на Мексику — почалася Кондитерська війна.
- У грудні розпочалася Перша англо-афганська війна.

### У суспільному житті
- 22 квітня Тараса Шевченка викуплено із кріпацтва.
- У Великій Британії почали культивувати Плющ Алжирський.
- Засновано газету «The Times of India».
- У Північній Кароліні засновано Дюкський університет.

### У науці
- Семюель Морзе запропонував перший варіант азбуки Морзе.
- Якобі Борис Семенович розробив гальванопластику.
- Фрідріх-Вільгельм Бессель уперше виміряв відстань до зірки.

### У мистецтві
- Чарлз Дікенс почав серіалізацію роману «Пригоди Ніколаса Ніклбі», «Пригоди Олівера Твіста» вийшли окремою книгою.
- Едгар Аллан По опублікував оповідання «Лігейя».
- Ганс Крістіан Андерсен надрукував новий збірник казок, серед яких «Стійкий олов'яний солдатик» та «Дикі лебеді».
- В Оттаві побудували Рідо-Голл.

## Народились
Дивись також Категорія:Народились 1838
- 10 січня — Воробкевич Григорій Іванович, український поет
- 13 березня — Рафаело Джованьйолі, італійський письменник, революціонер, сподвижник Гарібальді
- 18 квітня — Поль Еміль Лекок де Буабодран, французький хімік
- 28 квітня — Тобіас Ассер, голландський юрист, лауреат Нобелівської премії миру (1911)
- 24 червня — Ян Матейко, польський художник
- 27 червня — Пауль Маузер, німецький конструктор-зброяр
- 8 липня — граф Фердінанд фон Цеппелін, німецький офіцер, конструктор (пом. 1917)
- 2 вересня — Лідія Камекеха Ліліукалані, остання королева Гаваїв (1891—1893 рр.), поетеса (пом. 1917)
- 12 вересня — Артур фон Ауверс, німецький астроном
- 12 грудня — Шерберн Веслі Бернгем, американський астроном

## Померли
Дивись також Категорія:Померли 1838
- 10 листопада — Іван Котляревський — основоположник сучасної української літератури.